# We Fell in Love in October
A We Fell in Love in October Girl in Red norvég indie rock énekes-dalszerző népszerű dala. A dal kislemezként jelent meg 2018. november 21-én a hasonló témájú Forget Herrel közösen. 2019 októberében tizennegyedik helyen végzett a US Hot Rock Songs slágerlistán. A dalhoz videóklip is készült, melyben Girl in Red és Mina Rodahl szerepel.
2022-ben Girl in Red kiadta a dal folytatásának szánt October Passed Me By kislemezét.

## Közreműködők
- Marie Ulven – producer, szerző, dalszövegíró[6]

## Helyezések és eladási adatok
| Régió                                                            | Minősítés | Eladott példányszám |
| ---------------------------------------------------------------- | --------- | ------------------- |
| Ausztrália (ARIA)                                                | arany     | 35 000‡             |
| Egyesült Királyság (BPI)                                         | ezüst     | 200 000‡            |
| Egyesült Államok (RIAA)                                          | platina   | 1 000 000‡          |
| ‡ Eladási+streaming példányszámok kizárólag a minősítés alapján. |           |                     |

## Fordítás
- Ez a szócikk részben vagy egészben  a   We Fell in Love in October című angol Wikipédia-szócikk ezen változatának fordításán alapul.  Az eredeti cikk szerkesztőit annak laptörténete sorolja fel. Ez a jelzés csupán a megfogalmazás eredetét és a szerzői jogokat jelzi, nem szolgál a cikkben szereplő információk forrásmegjelöléseként.